# 赤山宝塔
赤山宝塔，位于中国广东省汕尾市海丰县城赤山，为海丰县的一个县级文物保护单位，类型为古建筑，公布时间为1997年。
赤山宝塔的历史年代为明代。

## 建筑
此塔为七层八角楼阁式实心塔，砖砂混合结构。底层周长23米，往上逐层缩小，通高20.63米。
一至五层为灰沙实心夯筑。六、七层用黑方砖砌筑。现塔基有部分崩塌。